# Arslan Anjum
Arslan Anjum Muhammad, né le 15 mai 1995, est un coureur cycliste pakistanais.

## Biographie
Au cours de l'année 2016, Arsalan Anjum devient champion du Pakistan du contre-la-montre, à Islamabad. En septembre 2017, il est sélectionné pour participer au contre-la-montre des championnats du monde, disputés à Bergen en Norvège. Il se classe 61e sur 64 concurrents, à près de 12 minutes du vainqueur Tom Dumoulin.

## Palmarès
- 2016
  -  Champion du Pakistan du contre-la-montre
- 2018
  - 2e du championnat du Pakistan du contre-la-montre
- 2019
  - 2e du championnat du Pakistan du contre-la-montre